# Vilela (Arcos de Valdevez)
Vilela é uma povoação portuguesa do Município de Arcos de Valdevez que foi sede da extinta Freguesia de Vilela, freguesia que tinha 3,27 km² de área e 196 habitantes (2011)., e, por isso, uma densidade populacional de 59,9 hab/km².
A Freguesia de Vilela foi extinta em 2013, no âmbito de uma reforma administrativa nacional, tendo sido agregada às freguesias de São Cosme e São Damião e Sá, para formar uma nova freguesia denominada União das Freguesias de Vilela, São Cosme e São Damião e Sá com sede em São Cosme e São Damião.

## População
| População da freguesia de Vilela | População da freguesia de Vilela | População da freguesia de Vilela | População da freguesia de Vilela | População da freguesia de Vilela | População da freguesia de Vilela | População da freguesia de Vilela | População da freguesia de Vilela | População da freguesia de Vilela | População da freguesia de Vilela | População da freguesia de Vilela | População da freguesia de Vilela | População da freguesia de Vilela | População da freguesia de Vilela | População da freguesia de Vilela |
| -------------------------------- | -------------------------------- | -------------------------------- | -------------------------------- | -------------------------------- | -------------------------------- | -------------------------------- | -------------------------------- | -------------------------------- | -------------------------------- | -------------------------------- | -------------------------------- | -------------------------------- | -------------------------------- | -------------------------------- |
| 1864                             | 1878                             | 1890                             | 1900                             | 1911                             | 1920                             | 1930                             | 1940                             | 1950                             | 1960                             | 1970                             | 1981                             | 1991                             | 2001                             | 2011                             |
| 387                              | 414                              | 405                              | 402                              | 409                              | 397                              | 368                              | 467                              | 467                              | 444                              | 401                              | 329                              | 294                              | 251                              | 196                              |

100px|Evolução da População  1864 / 2011]]	
| Distribuição da População por Grupos Etários | Distribuição da População por Grupos Etários | Distribuição da População por Grupos Etários | Distribuição da População por Grupos Etários | Distribuição da População por Grupos Etários | Distribuição da População por Grupos Etários | Distribuição da População por Grupos Etários | Distribuição da População por Grupos Etários | Distribuição da População por Grupos Etários | Distribuição da População por Grupos Etários |
| -------------------------------------------- | -------------------------------------------- | -------------------------------------------- | -------------------------------------------- | -------------------------------------------- | -------------------------------------------- | -------------------------------------------- | -------------------------------------------- | -------------------------------------------- | -------------------------------------------- |
| Ano                                          | 0-14 Anos                                    | 15-24 Anos                                   | 25-64 Anos                                   | > 65 Anos                                    |                                              | 0-14 Anos                                    | 15-24 Anos                                   | 25-64 Anos                                   | > 65 Anos                                    |
| 2001                                         | 18                                           | 31                                           | 122                                          | 80                                           |                                              | 7,2%                                         | 12,4%                                        | 48,6%                                        | 31,9%                                        |
| 2011                                         | 12                                           | 9                                            | 93                                           | 82                                           |                                              | 6,1%                                         | 4,6%                                         | 47,4%                                        | 41,8%                                        |

## Património
- Ponte medieval de Vilela